# Dongfang Tiyu Zhongxin
Dongfang Tiyu Zhongxin (chiń. 东方体育中心站) – stacja metra w Szanghaju, na linii 6 i 8. Zlokalizowana jest pomiędzy stacjami Lingyan Nan Lu, Yangsi i Lingzhao Xincun. Została otwarta 29 grudnia 2007.